# Franz von Falkenhayn

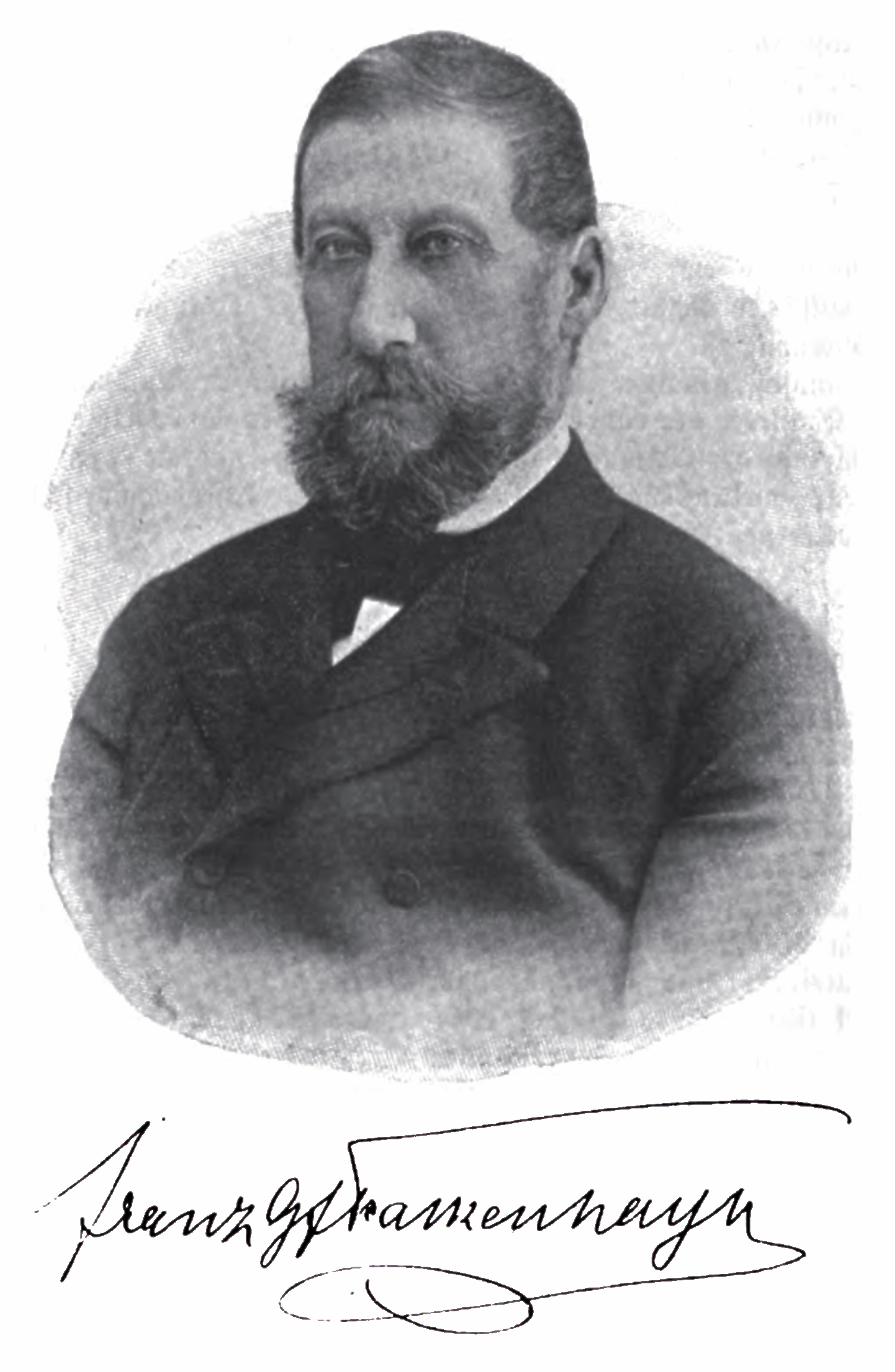
Franz Graf von Falkenhayn

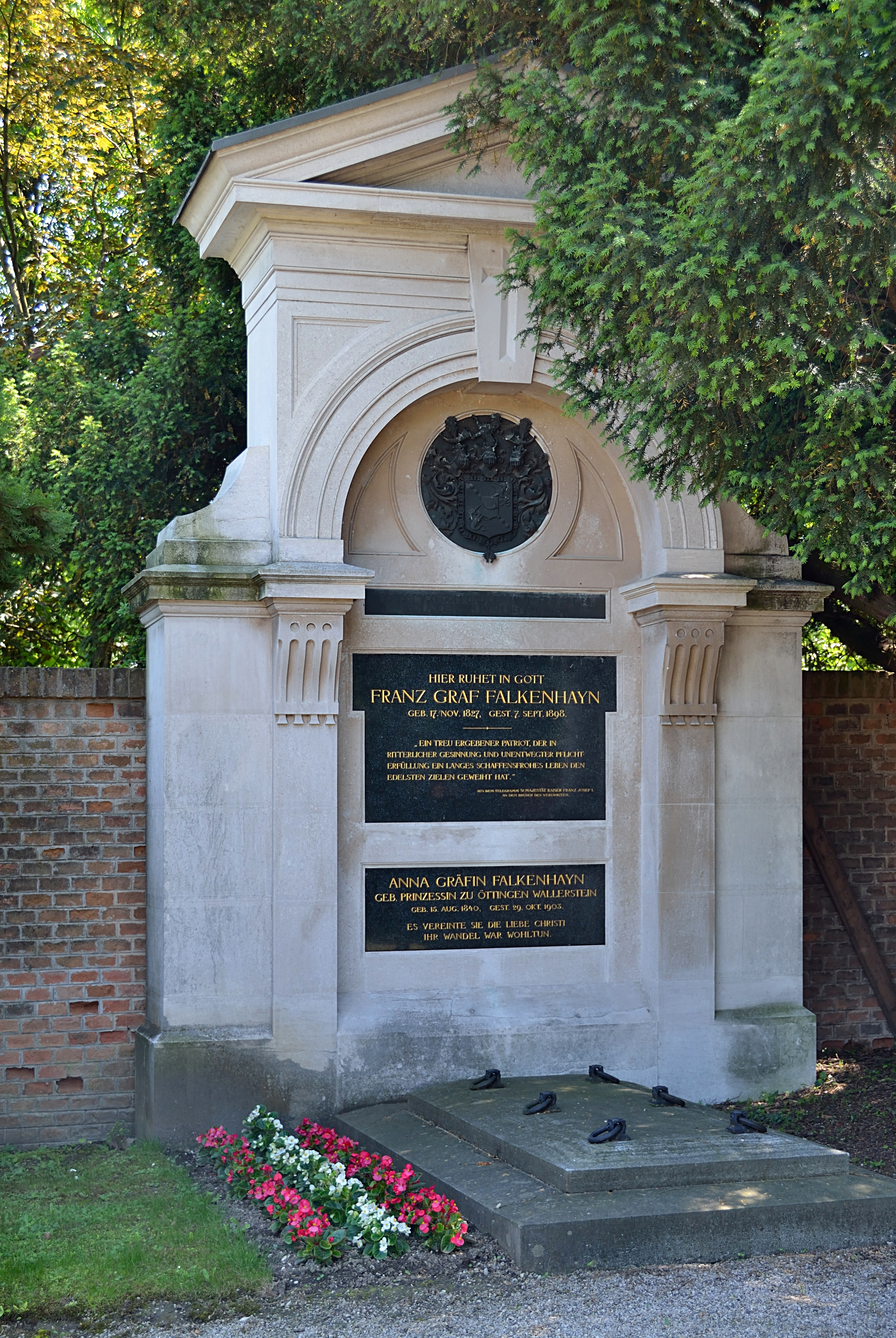
Grabdenkmal in Friedhof Inzersdorf ob der Traisen

Franz Graf von Falkenhayn (* 17. November 1827 in Wien; † 7. September 1898 auf Gut Ottenschlag) war ein österreichischer Gutsbesitzer und Politiker und Forstmann.

## Biografie
Er entstammte dem alten naumburgischen Adelsgeschlecht Falkenhayn und war der Sohn des k.u.k. Generals der Kavallerie Eugen Graf von Falkenhayn (1792–1853) und der Sternkreuzordensdame Karoline Gräfin Colloredo-Wallsee (1802–1835).
Falkenhayn war Gutsherr auf dem elterlichen Ottenschlag und auf Walpersdorf. Er war Ritter des Ordens vom Goldenen Vlies, Ritter vom Orden der Eisernen Krone erster Klasse, k.u.k. Kämmerer, Geheimer Rat und Oberstleutnant. Zudem war er Präsident der Österreichischen Gesellschaft vom Roten Kreuz. Er war von 1865 bis 1871 Abgeordneter des konservativen Großgrundbesitzes zum Landtag von Niederösterreich, 1867 kurzzeitig Reichsratsabgeordneter und anschließend erbliches Mitglied des Herrenhauses, das Oberhaus des Reichsrates. Als Obmann der forstlichen Landesversuchsstelle, Mitbegründer und langjähriger Vizepräsident des niederösterreichischen Forstschulvereins und Präsident des niederösterreichischen Forstvereins machte er sich einen über die Landesgrenzen hinaus bekannten Namen und erhielt zahlreiche ausländische Ehrungen.
In erster Ehe heiratete Falkenhayn am 24. Mai 1854 in München Eleonore Prinzessin zu Oettingen-Oettingen und Oettingen-Wallerstein (* 2. Mai 1834 in München; † 13. Juli 1856 in Wien), die Tochter des Prinzen Karl zu Oettingen-Oettingen auf Schloss Seyfriedsberg (1796–1871) und der Julia Gräfin von Dietrichstein-Proskau-Leslie (1807–1883) aus dem Haus der Reichsfürsten von Dietrichstein zu Nikolsburg.
Prinzessin Eleonore starb nach der Geburt ihres einzigen Kindes Moriz (1856-nach 1930), des letzten Namensträgers dieser Familie und erbliches Mitglied des österreichischen Herrenhauses. In zweiter Ehe heiratete Falkenhayn am 3. März 1861 ebenfalls in München deren Schwester Anna Prinzessin zu Oettingen-Oettingen und Oettingen-Wallerstein (* 30. August 1840 in München; † 29. Oktober 1903 in Rittersfeld, Bezirk St. Pölten).
Aus dieser Ehe stammte Tochter Maria Julia (1865–1956), die spätere Generalleiterin der von ihrer Vorgängerin Maria Teresia Ledóchowska gegründeten Missionsschwestern vom hl. Petrus Claver. Maria Julia wurde zwei Tage nach ihrem Tod am 31. Mai 1956 auf dem Campo Santo Teutonico in Rom beigesetzt.